# ブバッカ・エル・バクーリ
ブバッカ・エル・バクーリ（Boubaker El Bakouri、1994年4月12日 - ）は、モロッコのキックボクサー。 K-1 WORLD GP 2018 JAPAN ～初代クルーザー級王座決定トーナメント～で準優勝。

## 来歴
2018年5月5日、Enfusionでフィリップ・ベルリンデンと対戦し判定勝ち。
2018年9月24日、当初出場予定だったマシニッサ・ハマイリが欠場のため、バクーリがK-1 WORLD GP 2018 JAPAN ～初代クルーザー級王座決定トーナメント～に参戦することになった。1回戦で上原誠にKO勝ち。準決勝で杉本仁にKO勝ち。決勝でシナ・カリミアンに判定負けして準優勝に終わった。